# The Hateful Eight
The Hateful Eight (tạm dịch: Tám mối hận) là một bộ phim cao bồi Viễn Tây của Quentin Tarantino công chiếu năm 2015. Dự án được sự chú ý sau khi bản sơ khởi của kịch bản phim bị rò rỉ khiến Tarantino nổi giận toan dẹp luôn bộ phim. Quentin Tarantino tổ chức buổi đọc kịch bản vào mùa xuân năm và khẳng định dự án làm phim này sẽ vẫn tiếp tục với kịch bản sẽ được ông viết lại tại hội nghị San Diego Comic 2014.

## Phát triển

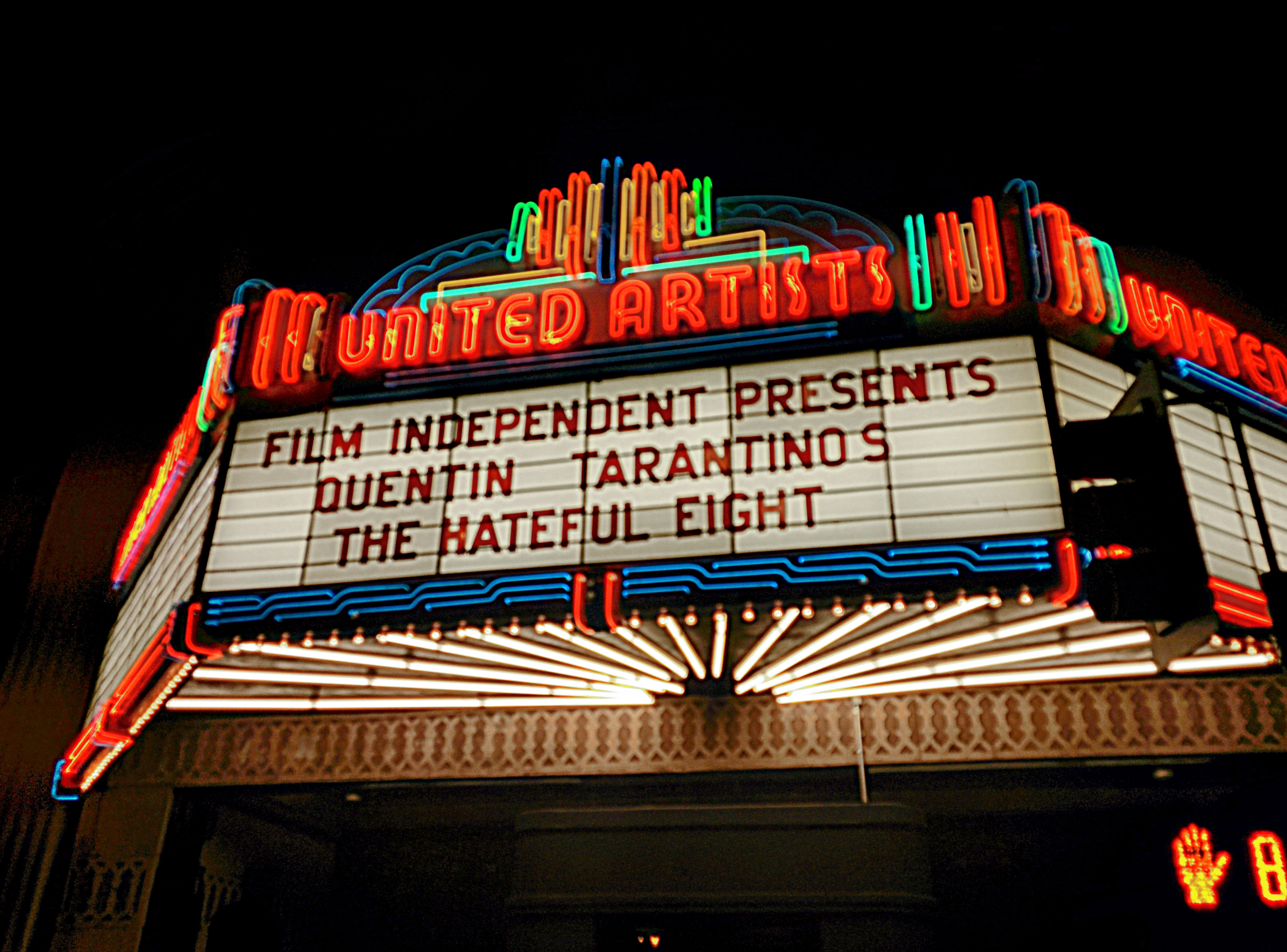
Buổi đọc kịch bản The Hateful Eight tại khách sạn Ace, Los Angeles ngày 19/4/ 2014.

Tháng 11 năm 2013, Tarantino nói ông đang làm việc với một bộ phim cao bồi Viễn Tây mới. Ông khẳng định nó không phải là phần sau của Django Unchained. Ngày 12 tháng 1 năm 2014, tựa đề được tiết lộ là The Hateful Eight. Việc sản xuất lẽ ra đã tiến hành từ mùa hè năm 2014, nhưng sau việc kịch bản bị lộ vào tháng 1 năm đó, Tarantino nổi giận định dẹp bộ phim và chuyển nó thành tiểu thuyết để xuất bản. Tuy nhiên vào ngày 19 tháng 4, ông cho tổ chức buổi đọc kịch bản bị lộ cho công chúng, và công bố ông đang viết lại bản mới cũng như công bố dàn diễn viên. Ngày 28 tháng 5, Tarantino cho biết ông đã bình tĩnh lại và sẽ bắt đầu quay phim The Hateful Eight trong tháng 11 tại Wyoming, với toàn bộ dàn diễn viên đã công bố và dự kiến công chiếu phim năm 2015. Lịch quay phim được đặt bắt đầu vào đầu năm 2015, lùi lại từ lịch tháng 11 trước đó. Tại hội nghị San Diego Comic 2014, ông khẳng định sẽ làm bộ phim và cho biết đã viết tới phiên bản thứ ba của kịch bản rồi. Ngày 30 tháng 7 năm 2014, áp phích của bộ phim ra mắt với hình ảnh cỗ xe ngựa để lại những vệt dài đẫm máu.

## Nội dung
Wyoming hậu nội chiến, những kẻ săn tiền thưởng cố gắng trốn bão tuyết thì dính vào một âm mưu đầy dối gian và phản bội.

## Diễn viên tham gia
Dàn diễn viên bao gồm: 
- Samuel L. Jackson thủ vai Thiếu tá Marquis Warren,
- Kurt Russell thủ vai John "Kẻ Treo Cổ" Ruth,
- Tim Roth thủ vai Oswaldo Mobray,
- Denis Ménochet thủ vai Bob từ Pháp,
- Bruce Dern thủ vai Tướng Sanford Smithers,
- Michael Madsen thủ vai John Gage,
- Jennifer Jason Leigh thủ vai Daisy Domergue,
- Walton Goggins thủ vai Cảnh sát trưởng Chris Mannix,
- James Parks thủ vai O.B. Jackson,
- Dana Gourrier thủ vai Minnie,
- Zoë Bell thủ vai Judy "Sáu ngựa"
- Channing Tatum thủ vai Jody.